# Warnitz (Oberuckersee)
Das Dorf Warnitz liegt im Nordosten von Brandenburg an der Ostseite des Oberuckersees und wurde im 14. Jahrhundert erstmals erwähnt. Die für die Uckermark typische Feldsteinkirche erinnert an diese Zeit.
Warnitz gehört seit dem Zusammenschluss der bis dahin selbstständigen Gemeinden Blankenburg, Potzlow, Seehausen und Warnitz am 31. Dezember 2001 zur Gemeinde Oberuckersee.

## Geographie
Der Ort Warnitz mit den Teilorten Grünheide, Melzow, Trumpf, Neuhof und Quast liegt im Biosphärenreservat Schorfheide-Chorin (Landschaftsschutzgebiet – Zone III).
Im Dorf und in unmittelbarer Umgebung gibt es eine Vielzahl kleinerer Seen, welche als Überbleibsel von Resteisbeständen der Weichseleiszeit entstanden sind. Ebenfalls aus dieser Zeit stammen die vielen Findlinge, die in der Umgebung des Ortes zu finden sind.
In nördlicher Richtung liegt die Kreisstadt Prenzlau mit einer Entfernung von etwa 18 km. Der Stadtrand der Bundeshauptstadt Berlin liegt südlich in rund 75 km Entfernung.
Windrose zur Orientierung über seine Lage:
| Seehausen(NNW) | Prenzlau                                    | Bertikow |
| Fergitz        | Kompassrose, die auf Nachbargemeinden zeigt | Gramzow  |
| Suckow         |                                             | Melzow   |

## Geschichte

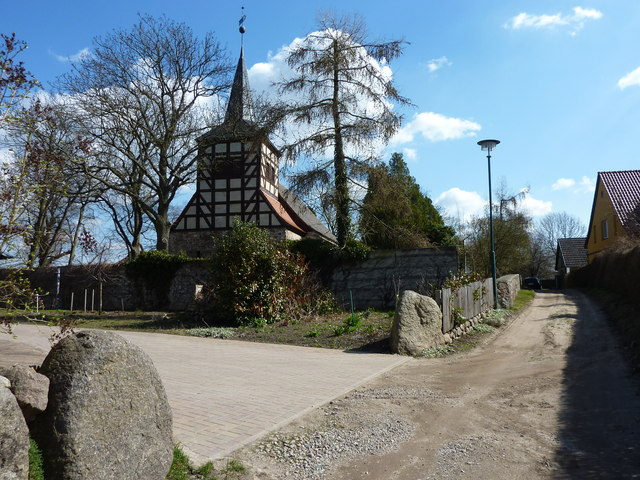
Kirche in Warnitz am Oberuckersee

Der Sundewit Warnaes erinnert an den Stamm der Warnen, der dort gelebt hat. Warnitz wird erstmals als Warsize in einem Schutzbrief der Herzöge Otto I. und Barnim III. von Pommern für das Kloster Seehausen genannt, der in Stettin am 1. September 1332 ausgestellt wurde.
1375 erschien Warsitz im Landbuch Kaiser Karl IV. und hatte fast nur slawische Einwohner.
1539 kommt Warnitz zum Klosteramt Gramzow-Seehausen.
Das ursprüngliche Dorf gruppierte sich um die 1738 mit einem vorgebauten Westturm versehene Feldsteinkirche und der einklassigen Dorfschule.
Ab den 1960er Jahren wurde Warnitz der dominierende Urlaubsort am Oberuckersee, mit dem noch heute bestehenden Campingplatz, der direkt am See liegt.
In der 1960 erbauten Schule werden auch heutzutage Grundschulkinder umliegender Gemeinden beschult.
Am 1. Januar 1970 werden die bis dahin selbständigen Gemeinden Grünheide und Melzow nach Warnitz eingegliedert.

## Infrastruktur
- Radfernweg Berlin–Usedom

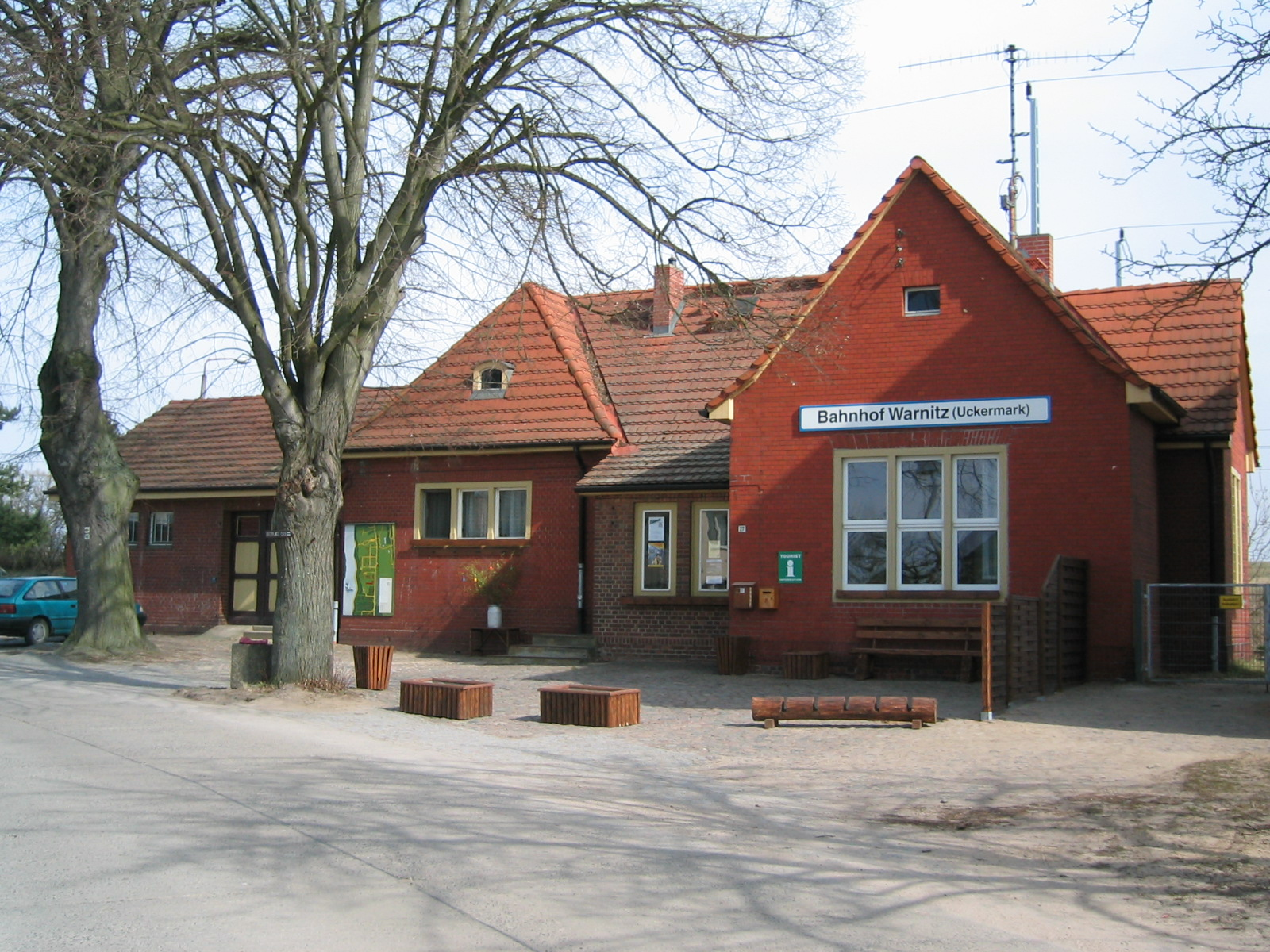
Bahnhof Warnitz (Uckermark)

- Bahn: Fernbahnstrecke Berlin–Stralsund
- Bundesautobahn: A 11 Anschlussstelle Nummer 7

## Sehenswürdigkeiten
- Burgwallinsel im Oberuckersee
- Feldsteinkirche (1738)
- Gaststätte mit eigener Brauerei
- Aussichtsturm
- Exotische Tiere

## Tourismus
Zu DDR-Zeiten hatten viele Betriebe hier Erholungseinrichtungen, beispielsweise die Maxhütte (Unterwellenborn), das Petrolchemische Kombinat Schwedt und viele kleinere Betriebe. Auch das Ministerium für Bauwesen unterhielt hier ein Schulungszentrum. Heute werden diese Einrichtungen privat vermarktet.
Der Ort mit seinem Campingplatz ist heute das touristische Zentrum am Oberuckersee. Der Campingplatz ist vom 1. April bis Anfang Oktober geöffnet. Weiterhin  kann man sich Ruder- und Paddelboote und Kajaks ausleihen, Touren mit dem Fahrgastschiff Onkel Albert machen oder den Wallpfad bereisen.
Durch Warnitz führt der Radfernweg Berlin–Usedom.

Burgwallinsel im Oberuckersee

## Söhne und Töchter (Auswahl)
- Gustav Kastner-Kirdorf (1881–1945), General der Luftwaffe